# Alice (Amedeo Modigliani)
Alice is een schilderij van Amedeo Modigliani uit circa 1918. Het maakt sinds 1928 deel uit van de collectie van het Statens Museum for Kunst (SMK) in Kopenhagen.

## Voorstelling
Modigliani schilderde meer dan 300 portretten tussen 1915 en 1920. Alice is een portret van een zittend, jong meisje, gekleed in een blauwe zondagse jurk met een gouden kruis op haar borst. Ze kijkt de toeschouwer aan met grote amandelvormige ogen. Haar bruine haar omlijst haar gezicht en valt op de jurk. Het gezicht van het meisje is gestileerd als een Afrikaans masker. Met zijn nuances van blauw en terracotta heeft het schilderij een eenvoudig kleurenschema. Het contrast dat hierdoor ontstaat brengt het schilderij tot leven zonder de klassieke harmonie te verstoren. Het doek valt verder op door het gebruik van impasto. Met de achterkant van een kwast bracht Modigliani nog meer reliëf aan, zoals bijvoorbeeld te zien is in de haren van het meisje.
Modigliani gaf de voorkeur aan langwerpige, verticale vormen zoals ook in het portret van Alice naar voren komt. Haar hoofd is eivormig en haar nek heeft een cilinderachtige vorm. Het langwerpige silhouet van het meisje wordt nog eens benadrukt door het verticale formaat van het doek. De verhoudingen die Modigliani gebruikt, wijken af van het klassiek ideaal. Hij deed hiervoor inspiratie op bij de werken van de maniëristische schilder Parmigianino en van de meesters van de Italiaanse renaissance, zoals Sandro Botticelli. 

## Herkomst
- in bezit van Georges Chéron, Parijs, een handelaar in moderne kunst
- tot mei 1919: in bezit van de Deense architect Thorkild Henningsen
- in bezit van de schilder Wilhelm Wils
- in bezit van de ingenieur, politicus en kunstverzamelaar Johannes Rump
- 1928: geschonken aan het Statens Museum for Kunst als een onderdeel van een belangrijke collectie moderne kunst